# Yunnanilus beipanjiangensis
Yunnanilus beipanjiangensis är en fiskart som beskrevs av Li, Mao och Sun, 1994. Yunnanilus beipanjiangensis ingår i släktet Yunnanilus och familjen grönlingsfiskar. Inga underarter finns listade i Catalogue of Life.